# Claudio Maderloni
Claudio Maderloni (Ancona, 13 ottobre 1952) è un politico italiano.

## Biografia
Nel 1990 viene eletto consigliere comunale a Chiaravalle per il PCI, restando in carica fino al 1994. Dopo la svolta della Bolognina aderisce al PDS e successivamente ai Democratici di Sinistra. Dal 1998 al 2003 è nuovamente consigliere comunale per L'Ulivo.
Alle elezioni politiche del 2006 viene eletto deputato della XV legislatura della Repubblica Italiana nella circoscrizione XIV Marche per L'Ulivo. Allo scioglimento dei DS, nel maggio 2007 aderisce a Sinistra Democratica. Ricandidato alla Camera nel 2008 con la Sinistra Arcobaleno, non viene rieletto.
In seguito è nuovamente consigliere comunale a Chiaravalle dal 2008 al 2010 con la Sinistra Arcobaleno.
Successivamente è attivo nell'ANPI, di cui diventa coordinatore regionale delle Marche.